# NGC 6272
NGC 6272 est une lointaine galaxie spirale située dans la constellation d'Hercule. Sa vitesse par rapport au fond diffus cosmologique est de 10 518 ± 25 km/s, ce qui correspond à une distance de Hubble de 155,1 ± 10,9 Mpc (∼506 millions d'al). NGC 6272 a été découverte par l'astronome allemand Albert Marth en 1864.